# Alternativ jul
Alternativ jul började firas i Stockholm, Lund och Göteborg i Sverige under revolt-året 1968, som en protest mot kommersialiseringen av julen.
Lösa grupper protesterade, och bestod av bland annat av studenter och skolungdomar, politiska aktivister, kristna radikaler, hembygdsföreningsfolk, pensionärer, syföreningsdamer och hemlösa.

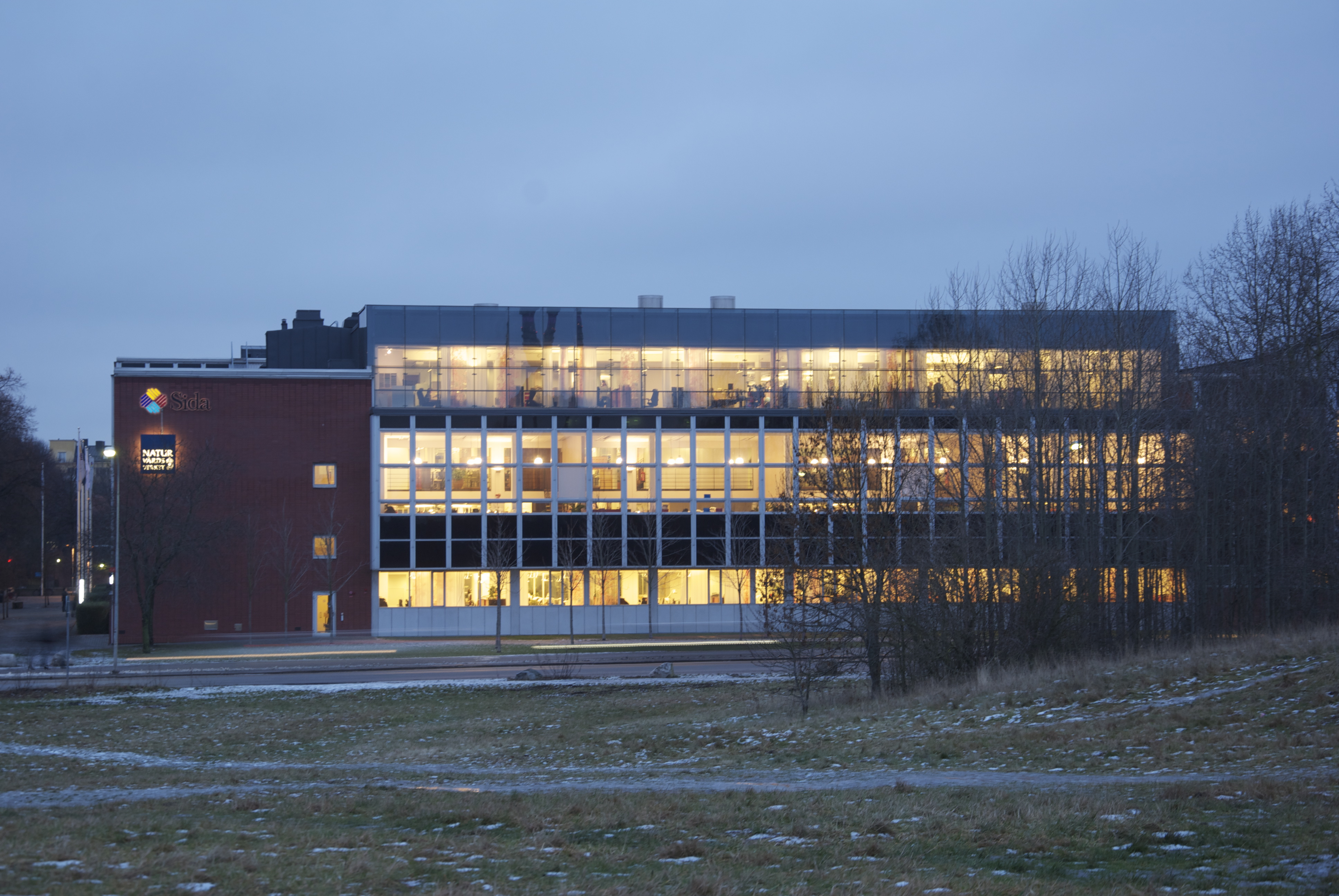
Byggnaden på Vahallavägen i Stockholm där Konstfack höll till 1968.

I Stockholm bjöds ensamma och hemlösa in till Konstfack, Gamla Stan, Linnegatan 83, Kungliga Konsthögskolan samt ungdomsgården Sunside, samt i Vällingby, Västertorp och Farsta. Solidaritetsrörelsen Ny Gemenskap startade i samband med det alternativa julfirandet.
I Göteborg arrangerades Aktionen mot den kommersialiserade julen, julen 1968 vilket bland annat resulterade i allaktivitetshuset Avenyn 18.
Firandet pågår från julafton till annandag jul.

### Fotnoter
1. ↑  enny Leonardz (23 december 2008). ”De vågade vägra julen” (på svenska). Svenska dagbladet. https://www.svd.se/de-vagade-vagra-julen. Läst 30 augusti 2018.
2. 1 2  Ivar Fernemo & Rolf Ruthström (1970) Avenyn 18, Symptom på djupa klyftor, Paletten, nr.3, sid:34–36
3. ↑  Alternativ jul drar hundratals SVT 24 december 2011, läst 23 december 2012

### Webbkällor
- Svenska Dagbladet 23 december 2008 - De vågade vägra julen, läst 3 november 2010